# (23153) Andrewnowell
(23153) Andrewnowell es un asteroide perteneciente al cinturón de asteroides, descubierto el 2 de febrero de 2000 por el equipo del Lincoln Near-Earth Asteroid Research desde el Laboratorio Lincoln, Socorro, Nuevo México.

## Designación y nombre
Designado provisionalmente como 2000 CH46. Fue nombrado por Andrew John Nowell (nacido en 1988) quien obtuvo el primer puesto en la Feria Internacional de Ciencias e Ingeniería de Intel de 2007 por su proyecto de ingeniería eléctrica y mecánica. Asiste a la Nottingham High School en Nottingham, Inglaterra.

## Características orbitales
Andrewnowell está situado a una distancia media del Sol de 2,267 ua, pudiendo alejarse hasta 2,637 ua y acercarse hasta 1,898 ua. Su excentricidad es 0,163 y la inclinación orbital 5,645 grados. Emplea 1247,07 días en completar una órbita alrededor del Sol.

## Características físicas
La magnitud absoluta de Andrewnowell es 14,01. Tiene 4,547 km de diámetro y su albedo se estima en 0,178.